# Сакская одежда
Подобно другим восточноиранским народам, представленным на рельефах Ападаны в Персеполе, саки изображены в длинных брюках, закрывающих верхнюю часть их ботинок. Плечи покрываются длинной мантией с одним диагональным краем сзади. Некоторые племена саков (саки-тиграхауда) носило остроконечные шапки. Геродот в своём описании персидской армии упоминает, что саки носили брюки и высокие остроконечные шапки.
Геродот говорит, что у саков были «высокие шапки, сужающиеся к концу и стоячие». На барельефе лестницы Ападана в Персеполе отчётливо виден головной убор азиатских саков — высокая остроконечная шапка с клапанами на ушах и на затылке. От Китая до дельты Дуная мужчины, по-видимому, носили разнообразные мягкие головные уборы — либо конические, описанные Геродотом, либо более круглые, больше похожие на фригийскую шапку.
Женщины саков одевались почти так же, как и мужчины. В пазырыкском захоронении, обнаруженном в 1990-х годах, были найдены скелеты мужчин и женщин, у каждого из которых было оружие, наконечники стрел и топор. Геродот в "Истории" упомянул, что у саков были «высокие шапки и… они носили брюки». Одежду шили из полотняной шерсти, пеньки, шёлковых тканей, войлока, кожи и шкур.
Пазырыкские находки дают наиболее почти полностью сохранившиеся предметы одежды, которые носили скифо-сакские народы. Древнеперсидские барельефы, надписи из Ападаны и Бехистуна и археологические находки дают визуальное представление об этих предметах одежды.
Судя по пазырыкским находкам (их можно увидеть и в южно-сибирских, уральских и казахстанских наскальных рисунках), некоторые шапки были увенчаны зооморфными деревянными скульптурами, прочно прикреплёнными к шапке и составляющими неотъемлемую часть головного убора, подобно сохранившимся шлемам кочевников из северного Китая. Мужчины и женщины-воительницы носили туники, часто вышитые, украшенные войлочной аппликацией или металлическими (золотыми) бляшками.
Ападана Персеполя снова служит хорошей отправной точкой для наблюдения за туниками саков. Представляют собой сшитую одежду с длинными рукавами, доходившую до колен и подпоясывавшуюся поясом, а к поясу крепилось оружие владельца (меч или кинжал, горит, боевой топор, оселок и т. д.). Судя по многочисленным археологическим находкам, мужчины и женщины-воительницы носили туники с длинными рукавами, которые всегда подпоясывались, часто с богато украшенными поясами. Казахстанские саки (например, Иссыкский Золотой Человек) носили более короткие и облегающие туники, чем понтийские степные скифы. Некоторые саки пазырыкской культуры носили короткую подпоясанную тунику с отворотом на правом боку, со стоячим воротником, «дутыми» рукавами, сужающимися у запястья и окованными узкими манжетами другого цвета, чем остальная часть туники.
Мужчины и женщины носили пальто: например, пазырыкский сак имел множество разновидностей, от меха до войлока. Они могли носить пальто для верховой езды, которое позже стало известно как мидийское одеяние или кантус, с длинными и открытыми рукавами. В Ападане Персеполя делегация Скудриана, возможно, изображена в таком пальто. На пазырыкском войлочном гобелене изображён всадник в развевающемся плаще.